# César Cottereau
Claude Cottereau, seigneur de la Crouzillière, né le 14 janvier 1587 à Tours et mort le 16 octobre 1654 à Tours, fut maire de Tours de 1627 à 1629.

## Biographie
Il est le fils de Claude Cottereau et de Marie de Binet. Gendre du maire Jacques Gaultier, il est le père de Gilles Cottereau et le grand-père de Jean Taschereau de Baudry.
Conseiller du roi et président au bailliage et présidial de Tours, il est maire de Tours de 1627 à 1629.